# فريق الأحلام لجائزة الكرة الذهبية
فريق الأحلام لجائزة الكرة الذهبية هي تشكيلة مكونة من أفضل اللاعبين عبر التاريخ حسب صحيفة فرانس فوتبول، والتي نشرته في 14 ديسمبر 2020 بعد إجراء استطلاع عبر الإنترنت للمشجعين لاختيار فريق أحلام كرة القدم بدءًا من أكتوبر 2020. تم اختيار الفريق النهائي من قبل 140 مراسل لصحيفة فرانس فوتبول حول العالم. كما تم نشر فريق ثانٍ وثالث.

## المرشحين
تم الإعلان عن الترشيحات في الفترة من 5 أكتوبر 2020 حتى 19 أكتوبر 2020. وتم الكشف عن الفائزين في 14 ديسمبر 2020. تم اختيار اللاعبين في تشكيل 3–4–3. احتلت البرازيل المرتبة الأولى في عدد اللاعبين المرشحين (20 لاعب)، متقدمة على إيطاليا (16) وألمانيا (13) وهولندا (12) وإسبانيا (8) وإنجلترا وفرنسا (7).

### حارس المرمى

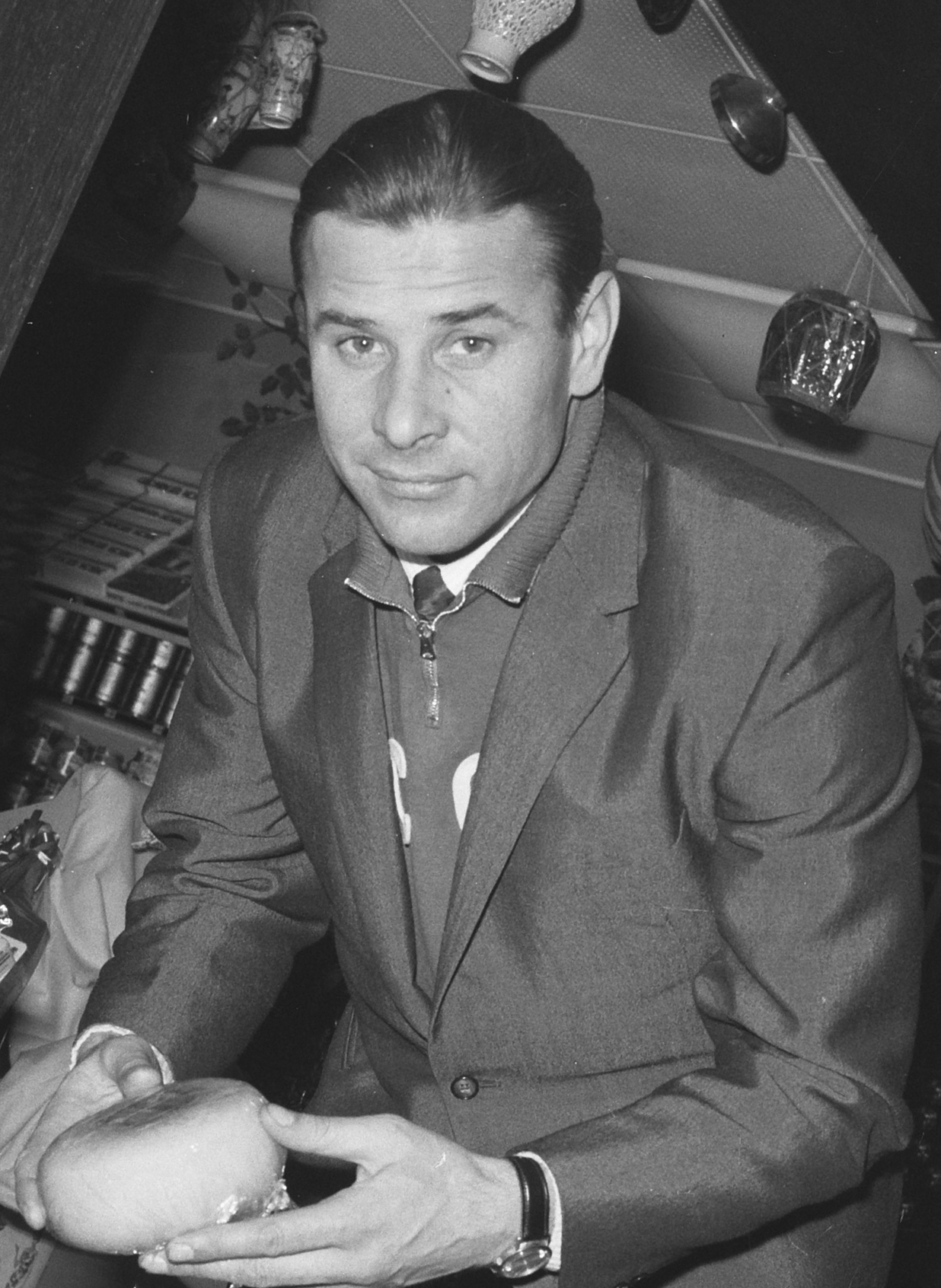
ليف ياشين، حارس المرمى الوحيد الذي فاز بجائزة الكرة الذهبية.

تم الإعلان عن ترشيحات حراس المرمى في 5 أكتوبر 2020.
| البلد            | اللاعب           | السنوات   | النادي الأكثر مشاركة  | أفضل مركز في الكرة الذهبية |
| ---------------- | ---------------- | --------- | --------------------- | -------------------------- |
| إنجلترا          | غوردون بانكس     | 1955–1978 | ليستر سيتي (356)      | السابع في 1972             |
| إيطاليا          | جانلويجي بوفون   | 1995–2023 | يوفنتوس (674)         | الثاني في 2006             |
| إسبانيا          | إيكر كاسياس      | 1999–2019 | ريال مدريد (725)      | الرابع في 2008             |
| ألمانيا          | سيب ماير         | 1962–1979 | بايرن ميونخ (651)     | الخامس في 1975             |
| ألمانيا          | مانويل نوير      | 2005–الآن | بايرن ميونخ (403)     | الثالث في 2014             |
| الكاميرون        | توماس نكونو      | 1974–1997 | إسبانيول (234)        | لم يكن مؤهل                |
| الدنمارك         | بيتر شمايكل      | 1981–2003 | مانشستر يونايتد (398) | الخامس في 1992             |
| هولندا           | أدوين فان در سار | 1991–2011 | أياكس (312)           | الرابع والعشرون في 2008    |
| الاتحاد السوفيتي | ليف ياشين        | 1950–1970 | دينامو موسكو (326)    | الفائز في 1963             |
| إيطاليا          | دينو زوف         | 1961–1983 | يوفنتوس (479)         | الثاني في 1973             |

### الظهير اليمين

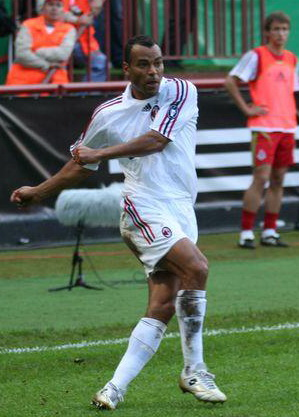
كافو، اللاعب الوحيد الذي شارك في ثلاث نهائيات كأس العالم متتالية.

تم الإعلان عن ترشيحات الأظهرة اليمنى في 5 أكتوبر 2020.
| البلد    | اللاعب               | السنوات   | النادي الأكثر مشاركة       | أفضل مركز في الكرة الذهبية |
| -------- | -------------------- | --------- | -------------------------- | -------------------------- |
| إيطاليا  | جوزيبي بيرغومي       | 1980–1999 | إنتر ميلان (757)           | –                          |
| البرازيل | كافو                 | 1989–2008 | ساو باولو (255)            | الخامس في 2002             |
| البرازيل | كارلوس ألبرتو بيريرا | 1963–1981 | سانتوس (445)               | لم يكن مؤهل                |
| البرازيل | جيلما سانتوس         | 1948–1970 | بالميراس (498)             | لم يكن مؤهل                |
| إيطاليا  | كلاوديو جينتيلي      | 1972–1988 | يوفنتوس (417)              | –                          |
| ألمانيا  | مانفريد كالتز        | 1971–1990 | هامبورغ (724)              | –                          |
| ألمانيا  | فيليب لام            | 2002–2017 | بايرن ميونخ (517)          | السادس في 2014             |
| هولندا   | ويم سوربيير          | 1964–1982 | أياكس (279)                | –                          |
| فرنسا    | ليليان تورام         | 1991–2008 | بارما (228)                | السابع في 1998             |
| ألمانيا  | بيرتي فوغتس          | 1965–1979 | بوروسيا مونشنغلادباخ (528) | الرابع في 1975             |

### قلب الدفاع
تم الإعلان عن ترشيحات قلوب الدفاع في 5 أكتوبر 2020.
| البلد     | اللاعب          | السنوات   | النادي الأكثر مشاركة   | أفضل مركز في الكرة الذهبية |
| --------- | --------------- | --------- | ---------------------- | -------------------------- |
| إيطاليا   | فرانكو باريزي   | 1978–1997 | ميلان (719)            | الثاني في 1989             |
| ألمانيا   | فرانتس بكنباور  | 1964–1983 | بايرن ميونخ (575)      | الفائز في 1972 و1976       |
| إيطاليا   | فابيو كانافارو  | 1992–2011 | بارما (288)            | الفائز في 2006             |
| فرنسا     | مارسيل ديسايي   | 1986–2005 | تشيلسي (222)           | الثامن في 1996             |
| هولندا    | رونالد كومان    | 1980–1997 | برشلونة (264)          | الخامس في 1988             |
| إنجلترا   | بوبي مور        | 1958–1978 | وست هام يونايتد (647)  | الثاني في 1970             |
| الأرجنتين | دانييل باساريلا | 1974–1989 | ريفر بليت (291)        | لم يكن مؤهل                |
| إسبانيا   | سيرخيو راموس    | 2004–الآن | ريال مدريد (660)       | السادس في 2017             |
| ألمانيا   | ماتياس زامر     | 1985–1998 | بوروسيا دورتموند (153) | الفائز في 1996             |
| إيطاليا   | غايتانو شيريا   | 1972–1988 | يوفنتوس (554)          | الثاني عشر في 1982         |

### الظهير اليسار
تم الإعلان عن ترشيحات الأظهرة اليسرى في 5 أكتوبر 2020.
| البلد    | اللاعب          | السنوات   | النادي الأكثر مشاركة | أفضل مركز في الكرة الذهبية |
| -------- | --------------- | --------- | -------------------- | -------------------------- |
| ألمانيا  | أندرياس بريمه   | 1980–1998 | كايزرسلاوترن (237)   | الثالث في 1990             |
| ألمانيا  | بول برايتنر     | 1970–1983 | بايرن ميونخ (347)    | الثاني في 1981             |
| إيطاليا  | أنتونيو كابريني | 1975–1991 | يوفنتوس (442)        | الثالث عشر في 1978         |
| إيطاليا  | جاشينتو فاكيتي  | 1961–1978 | إنتر ميلان (639)     | الثاني في 1965             |
| البرازيل | جونيور          | 1974–1993 | فلامنغو (417)        | لم يكن مؤهل                |
| هولندا   | رود كرول        | 1968–1986 | أياكس (457)          | الثالث في 1979             |
| إيطاليا  | باولو مالديني   | 1985–2009 | ميلان (902)          | الثالث في 1994 و2003       |
| البرازيل | مارسيلو         | 2005–2024 | ريال مدريد (514)     | 1السادس في 2017            |
| البرازيل | نيلتون سانتوس   | 1948–1964 | بوتافوغو (485)       | لم يكن مؤهل                |
| البرازيل | روبرتو كارلوس   | 1991–2015 | ريال مدريد (527)     | الثاني في 2002             |

### الوسط الدفاعي
تم الإعلان عن الترشيحات للاعبي الوسط الدفاعيين في 12 أكتوبر 2020.
| البلد          | اللاعب              | السنوات   | النادي الأكثر مشاركة       | أفضل مركز في الكرة الذهبية |
| -------------- | ------------------- | --------- | -------------------------- | -------------------------- |
| المجر          | يوزيف بوجيك         | 1943–1962 | بودابست هونفيد (447)       | السادس في 1956             |
| إسبانيا        | سيرجيو بوسكيتس      | 2007–الآن | برشلونة (591)              | العشرون في 2012            |
| البرازيل       | ديدي                | 1946–1967 | فلومينينسي (150)           | لم يكن مؤهل                |
| البرازيل       | باولو روبرتو فالكاو | 1973–1986 | إنترناسيونال (157)         | لم يكن مؤهل                |
| إنجلترا        | ستيفن جيرارد        | 1998–2016 | ليفربول (710)              | الثالث في 2005             |
| البرازيل       | غيرسون              | 1959–1974 | بوتافوغو (243)             | لم يكن مؤهل                |
| إسبانيا        | بيب غوارديولا       | 1988–2006 | برشلونة (382)              | الرابع والعشرون في 1994    |
| جمهورية التشيك | يوسيف ماسوبست       | 1950–1970 | دوكلا براغ (430)           | الفائز في 1962             |
| ألمانيا        | لوتار ماتيوس        | 1979–2000 | بوروسيا مونشنغلادباخ (200) | الفائز في 1990             |
| هولندا         | يوهان نيسكينز       | 1968–1991 | برشلونة (181)              | الخامس في 1974             |
| إيطاليا        | أندريا بيرلو        | 1995–2017 | ميلان (401)                | الخامس في 2007             |
| الأرجنتين      | فيرناندو ريدوندو    | 1985–2004 | ريال مدريد (228)           | الثامن عشر في 2000         |
| هولندا         | فرانك ريكارد        | 1980–1995 | أياكس (336)                | الثالث في 1988 و1989       |
| ألمانيا        | بيرند شوستر         | 1978–1997 | برشلونة (238)              | الثاني في 1980             |
| هولندا         | كلارنس سيدورف       | 1992–2014 | ميلان (432)                | 1السابع في 1997            |
| إسبانيا        | لويس سواريز         | 1951–1973 | إنتر ميلان (333)           | الفائز في 1960             |
| إيطاليا        | ماركو تارديلي       | 1972–1988 | يوفنتوس (379)              | 1الخامس في 1982            |
| فرنسا          | جان تيغانا          | 1975–1991 | بوردو (371)                | الثاني في 1984             |
| إسبانيا        | تشابي ألونسو        | 2000–2017 | ريال مدريد (236)           | العاشر في في 2010          |
| إسبانيا        | تشافي               | 1997–2019 | برشلونة (767)              | الثالث في 2009، 2010 و2011 |

### الوسط الهجومي
تم الإعلان عن الترشيحات للاعبي الوسط المهاجمين في 12 أكتوبر 2020.
| البلد      | اللاعب               | السنوات   | النادي الأكثر مشاركة  | أفضل مركز في الكرة الذهبية                                 |
| ---------- | -------------------- | --------- | --------------------- | ---------------------------------------------------------- |
| إيطاليا    | روبرتو باجو          | 1983–2004 | يوفنتوس (200)         | الفائز في 1993                                             |
| إنجلترا    | بوبي تشارلتون        | 1956–1976 | مانشستر يونايتد (758) | الفائز في 1966                                             |
| الأرجنتين  | ألفريدو دي ستيفانو   | 1945–1966 | ريال مدريد (396)      | الفائز في 1957 و1959                                       |
| الأوروغواي | إنزو فرانسيسكولي     | 1980–1997 | ريفر بليت (233)       | لم يكن مؤهل                                                |
| هولندا     | رود خوليت            | 1979–1998 | ميلان (171)           | الفائز في 1987                                             |
| رومانيا    | غورغي هاجي           | 1982–2001 | غلطة سراي (192)       | الرابع في 1994                                             |
| إسبانيا    | أندريس إنييستا       | 2002–2024 | برشلونة (674)         | الثاني في 2010                                             |
| فرنسا      | ريموند كوبا          | 1949–1968 | ريمس (463)            | الفائز في 1958                                             |
| المجر      | لاديسلاو كوبالا      | 1945–1967 | برشلونة (256)         | الخامس في 1957                                             |
| الأرجنتين  | دييغو مارادونا       | 1976–1997 | نابولي (259)          | الفائز بجائزة الكرة الذهبية لخدماته في كرة القدم لعام 1995 |
| إيطاليا    | ساندرو ماتسولا       | 1961–1977 | إنتر ميلان (570)      | الثاني في 1971                                             |
| البرازيل   | بيليه                | 1957–1977 | سانتوس (656)          | لم يكن مؤهل                                                |
| فرنسا      | ميشيل بلاتيني        | 1973–1987 | يوفنتوس (224)         | الفائز في 1983، 1984 و1985                                 |
| المجر      | فيرينتس بوشكاش       | 1943–1966 | بودابست هونفيد (358)  | الثاني في 1960                                             |
| إيطاليا    | جاني ريفيرا          | 1959–1979 | ميلان (658)           | الفائز في 1969                                             |
| الأوروغواي | خوان ألبرتو سيكافينو | 1945–1962 | بنيارول (227)         | لم يكن مؤهل                                                |
| البرازيل   | سقراط                | 1974–1989 | كورينثيانز (269)      | لم يكن مؤهل                                                |
| إيطاليا    | فرانشيسكو توتي       | 1993–2017 | روما (786)            | الخامس في 2001                                             |
| البرازيل   | زيكو                 | 1971–1994 | فلامنغو (505)         | لم يكن مؤهل                                                |
| فرنسا      | زين الدين زيدان      | 1989–2006 | ريال مدريد (231)      | الفائز في 1998                                             |

### الجناح اليمين
تم الإعلان عن ترشيحات الأجنحة اليمنى في 19 أكتوبر 2020.
| البلد            | اللاعب        | السنوات   | النادي الأكثر مشاركة  | أفضل مركز في الكرة الذهبية                               |
| ---------------- | ------------- | --------- | --------------------- | -------------------------------------------------------- |
| إنجلترا          | ديفيد بيكهام  | 1992–2013 | مانشستر يونايتد (394) | الثاني في 1999                                           |
| أيرلندا الشمالية | جورج بست      | 1963–1984 | مانشستر يونايتد (473) | الفائز في 1968                                           |
| الكاميرون        | صامويل إيتو   | 1997–2019 | برشلونة (199)         | الخامس في 2009                                           |
| البرتغال         | لويس فيغو     | 1990–2009 | برشلونة (249)         | الفائز في 2000                                           |
| البرازيل         | غارينشيا      | 1953–1972 | بوتافوغو (325)        | لم يكن مؤهل                                              |
| البرازيل         | جارزينيو      | 1962–1983 | بوتافوغو (413)        | لم يكن مؤهل                                              |
| إنجلترا          | كيفن كيغان    | 1968–1984 | ليفربول (321)         | الفائز في 1978 و1979                                     |
| إنجلترا          | ستانلي ماثيوس | 1932–1965 | بلاكبول (428)         | الفائز في 1956                                           |
| الأرجنتين        | ليونيل ميسي   | 2003–الآن | برشلونة (778)         | الفائز في 2009، 2010، 2011، 2012، 2015، 2019، 2021 و2023 |
| هولندا           | آريين روبن    | 2000–2021 | بايرن ميونخ (309)     | الرابع في 2014                                           |

### المهاجم
تم الإعلان عن الترشيحات المهاجمين في 19 أكتوبر 2020.
| البلد    | اللاعب          | السنوات   | النادي الأكثر مشاركة | أفضل مركز في الكرة الذهبية |
| -------- | --------------- | --------- | -------------------- | -------------------------- |
| هولندا   | دينيس بيركامب   | 1986–2006 | أرسنال (423)         | الثاني في 1993             |
| هولندا   | يوهان كرويف     | 1964–1984 | أياكس (367)          | الفائز في 1971، 1973 و1974 |
| إسكتلندا | كيني دالغليش    | 1969–1990 | ليفربول (502)        | الثاني في 1983             |
| البرتغال | أوزيبيو         | 1957–1978 | بنفيكا (440)         | الفائز في 1965             |
| المجر    | ساندور كوتشيس   | 1946–1966 | برشلونة (265)        | الثامن في 1956             |
| ألمانيا  | غيرد مولر       | 1963–1982 | بايرن ميونخ (612)    | الفائز في 1970             |
| البرازيل | روماريو         | 1985–2009 | فاسكو دا غاما (350)  | لم يكن مؤهل                |
| البرازيل | رونالدو         | 1993–2011 | ريال مدريد (177)     | الفائز في 1997 و2002       |
| هولندا   | ماركو فان باستن | 1981–1995 | ميلان (201)          | الفائز في 1988، 1989 و1992 |
| ليبيريا  | جورج ويا        | 1987–2001 | ميلان (147)          | الفائز في 1995             |

### الجناح اليسار
تم الإعلان عن ترشيحات الأجنحة اليسرى في 19 أكتوبر 2020.
| البلد                                   | اللاعب              | السنوات   | النادي الأكثر مشاركة      | أفضل مركز في الكرة الذهبية             |
| --------------------------------------- | ------------------- | --------- | ------------------------- | -------------------------------------- |
| الاتحاد السوفيتي                        | أوليغ بلوخين        | 1969–1990 | دينامو كييف (585)         | الفائز في 1975                         |
| البرتغال                                | كريستيانو رونالدو   | 2002–الآن | ريال مدريد (438)          | الفائز في 2008، 2013، 2014، 2016 و2017 |
| جمهورية يوغوسلافيا الاشتراكية الاتحادية | دراغان دجاييتش      | 1962–1978 | النجم الأحمر بلغراد (615) | الثالث في 1968                         |
| ويلز                                    | ريان غيغز           | 1991–2014 | مانشستر يونايتد (963)     | التاسع في 1993                         |
| فرنسا                                   | تييري هنري          | 1994–2014 | أرسنال (377)              | الثاني في 2003                         |
| البرازيل                                | ريفالدو             | 1989–2015 | برشلونة (235)             | الفائز في 1999                         |
| البرازيل                                | ريفيلينو            | 1965–1981 | كورينثيانز (474)          | لم يكن مؤهل                            |
| البرازيل                                | رونالدينيو          | 1998–2015 | برشلونة (207)             | الفائز في 2005                         |
| ألمانيا                                 | كارل-هاينتس رومنيغه | 1974–1989 | بايرن ميونخ (422)         | الفائز في 1980 و1981                   |
| بلغاريا                                 | خريستو ستويتشكوف    | 1982–2003 | برشلونة (267)             | الفائز في 1994                         |

## الفرق المختارة

### الفريق الأول
| مركز اللاعب | البلد            | اللاعب            |
| ----------- | ---------------- | ----------------- |
| حارس المرمى | الاتحاد السوفيتي | ليف ياشين         |
| ظهير يمين   | البرازيل         | كافو              |
| قلب دفاع    | ألمانيا          | فرانتس بكنباور    |
| ظهير يسار   | إيطاليا          | باولو مالديني     |
| وسط دفاعي   | إسبانيا          | تشافي             |
| وسط دفاعي   | ألمانيا          | لوتار ماتيوس      |
| وسط هجومي   | الأرجنتين        | دييغو مارادونا    |
| وسط هجومي   | البرازيل         | بيليه             |
| جناح يمين   | الأرجنتين        | ليونيل ميسي       |
| مهاجم       | البرازيل         | رونالدو           |
| جناح يسار   | البرتغال         | كريستيانو رونالدو |

### الفريق الثاني
| مركز اللاعب | البلد     | اللاعب               |
| ----------- | --------- | -------------------- |
| حارس المرمى | إيطاليا   | جانلويجي بوفون       |
| ظهير يمين   | البرازيل  | كارلوس ألبرتو بيريرا |
| قلب دفاع    | إيطاليا   | فرانكو باريزي        |
| ظهير يسار   | البرازيل  | روبرتو كارلوس        |
| وسط دفاعي   | إيطاليا   | أندريا بيرلو         |
| وسط دفاعي   | هولندا    | فرانك ريكارد         |
| وسط هجومي   | الأرجنتين | ألفريدو دي ستيفانو   |
| وسط هجومي   | فرنسا     | زين الدين زيدان      |
| جناح يمين   | البرازيل  | غارينشيا             |
| مهاجم       | هولندا    | يوهان كرويف          |
| جناح يسار   | البرازيل  | رونالدينيو           |

### الفريق الثالث
| مركز اللاعب | البلد            | اللاعب          |
| ----------- | ---------------- | --------------- |
| حارس المرمى | ألمانيا          | مانويل نوير     |
| ظهير يمين   | ألمانيا          | فيليب لام       |
| قلب دفاع    | إسبانيا          | سيرخيو راموس    |
| ظهير يسار   | ألمانيا          | بول برايتنر     |
| وسط دفاعي   | هولندا           | يوهان نيسكينز   |
| وسط دفاعي   | البرازيل         | ديدي            |
| وسط هجومي   | فرنسا            | ميشيل بلاتيني   |
| وسط هجومي   | إسبانيا          | أندريس إنييستا  |
| جناح يمين   | أيرلندا الشمالية | جورج بست        |
| مهاجم       | هولندا           | ماركو فان باستن |
| جناح يسار   | فرنسا            | تييري هنري      |

## الملاحظات
1. 1 2 3 4 5 6 7 8 9 10 11 12 13 14 15 16 17 18  حتى عام 1995، تم منح الكرة الذهبية للاعبين الأوروبيين فقط.